# ميناء

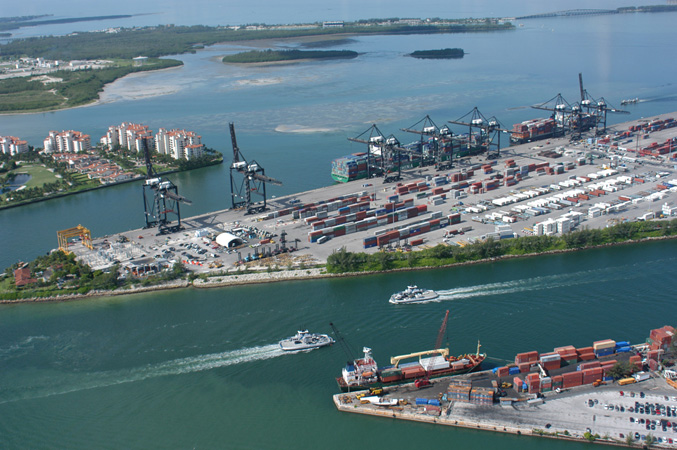
ميناء ميامي بفلوريدا

الميناء منشأة ساحلية تتكون من مرفأ أو أكثر، تقام على سواحل أو شواطئ البحار أوالمحيطات، أوالأنهار، أوالبحيرات، يتم فيها عمليات تفريغ وتحميل السفن بالبضائع أو الركاب وتحتوي الموانئ على الرافعات والأرصفة والمخازن للسفن.
لغوياً يجوز استخدام كلمة ميناء للإشارة إلى الموانئ البحرية أو الجوية (المطارات) أو البرّيّة (المعابر)، وفي الغالب يشار بها إلى الموانئ البحرية.

## الوصف
الميناء مرسى محجوز أو مستور طبيعيا أو صناعيا عن موج البحر، وتجهز الموانئ بمعدات تفريغ وتحميل البضائع مثل الرافعات (التي يديرها عمال الشحن والتفريغ) والرافعات الشوكية لاستخدامها في تحميل السفن، والتي تدار من القطاع الخاص أو الهيئات الحكومية. في كثير من الأحيان توجد مصانع التعليب أو مرافق معالجة أخرى بالقرب من المؤاني. توجد في الموانئ بعض القنوات والتي تسمح للسفن بالحركة الداخلية والوصول إلى وسائل النقل المختلفة مثل القطارات والشاحنات بحيث تسمح للركاب والبضائع بالخروج أسرع من الميناء.

## الموانئ التاريخية
حيثما انخرطت الحضارات القديمة في التجارة البحرية، كانت تميل إلى تطوير الموانئ البحرية. يعد وادي الجرف على البحر الأحمر من أقدم الموانئ الاصطناعية المعروفة في العالم. إلى جانب اكتشاف هياكل الموانئ، تم أيضًا العثور على مراسي قديمة.
تشمل الموانئ القديمة الأخرى قوانغتشو خلال عهد أسرة تشين الصينية وكانوب، الميناء المصري الرئيسي للتجارة اليونانية قبل تأسيس الإسكندرية. في اليونان القديمة، كان ميناء بيرايوس في أثينا قاعدة الأسطول الأثيني الذي لعب دورًا مهمًا في معركة سلاميس ضد الفرس في 480 قبل الميلاد. في الهند القديمة من 3700 قبل الميلاد، كانت لوثال مدينة بارزة في حضارة وادي السند، وتقع في منطقة بهال في ولاية غوجارات الحديثة. أوستيا أنتيكا كانت ميناء روما القديمة مع بورتوس التي أنشأها كلوديوس ووسعها تراجان لتكمل ميناء أوستيا القريب. في اليابان، خلال فترة إيدو، كانت جزيرة ديجيما هي الميناء الوحيد المفتوح للتجارة مع أوروبا واستقبلت سفينة هولندية واحدة فقط سنويًا، بينما كانت أوساكا هي أكبر ميناء محلي ومركز تجاري رئيسي للأرز.
من المعروف أن الممالك السواحيلية ما بعد الكلاسيكية كان لديها جزر تجارية وطرق تجارية مع العالم الإسلامي وآسيا. وقد وصفها المؤرخون اليونانيون بأنهم «حواضر». الموانئ التجارية الأفريقية الشهيرة مثل مومباسا وزنجبار ومقديشو وكيلوا كانت معروفة للبحارة الصينيين مثل زينج هي والمؤرخين الإسلاميين في العصور الوسطى مثل المسافر الإسلامي البربر أبو عبد الله بن بطوطة.
العديد من هذه المواقع القديمة لم تعد موجودة أو تعمل كموانئ حديثة. حتى في الآونة الأخيرة، تصبح الموانئ أحيانًا غير صالحة للاستخدام. كان الجاودار، شرق ساسكس، ميناءً إنكليزيًا مهمًا في العصور الوسطى، لكن الخط الساحلي تغير وأصبح الآن على بعد ميلين (3.2 كم) من البحر، في حين فقدت موانئ رافينسبورن ودونويتش بسبب تآكل السواحل.

## الموانئ الحديثة
في حين أن الموانئ المبكرة كانت تميل إلى أن تكون مجرد موانئ بسيطة، تميل الموانئ الحديثة إلى أن تكون محاور توزيع متعددة الوسائط، مع روابط نقل تستخدم البحر والنهر والقناة والطرق والسكك الحديدية والطرق الجوية. توجد المنافذ الناجحة لتحسين الوصول إلى المناطق النائية النشطة، مثل London Gateway. من الناحية المثالية، سيمنح الميناء سهولة الملاحة للسفن، وسيوفر مأوى من الرياح والأمواج. غالبًا ما تكون الموانئ على مصبات الأنهار، حيث قد تكون المياه ضحلة وقد تحتاج إلى تجريف منتظم. تعتبر موانئ المياه العميقة مثل Milford Haven أقل شيوعًا، ولكن يمكنها التعامل مع السفن الكبيرة ذات السحب الأكبر، مثل الناقلات العملاقة وسفن Post-Panamax وسفن الحاويات الكبيرة. تجد الشركات الأخرى مثل مراكز التوزيع الإقليمية والمستودعات ووكلاء الشحن ومصانع التعليب ومرافق المعالجة الأخرى أنه من المفيد أن تكون موجودة داخل ميناء أو في مكان قريب. ستتمتع الموانئ الحديثة بمعدات متخصصة لمناولة البضائع، مثل الرافعات الجسرية، ورافعات التكديس، ورافعات الشوكة.

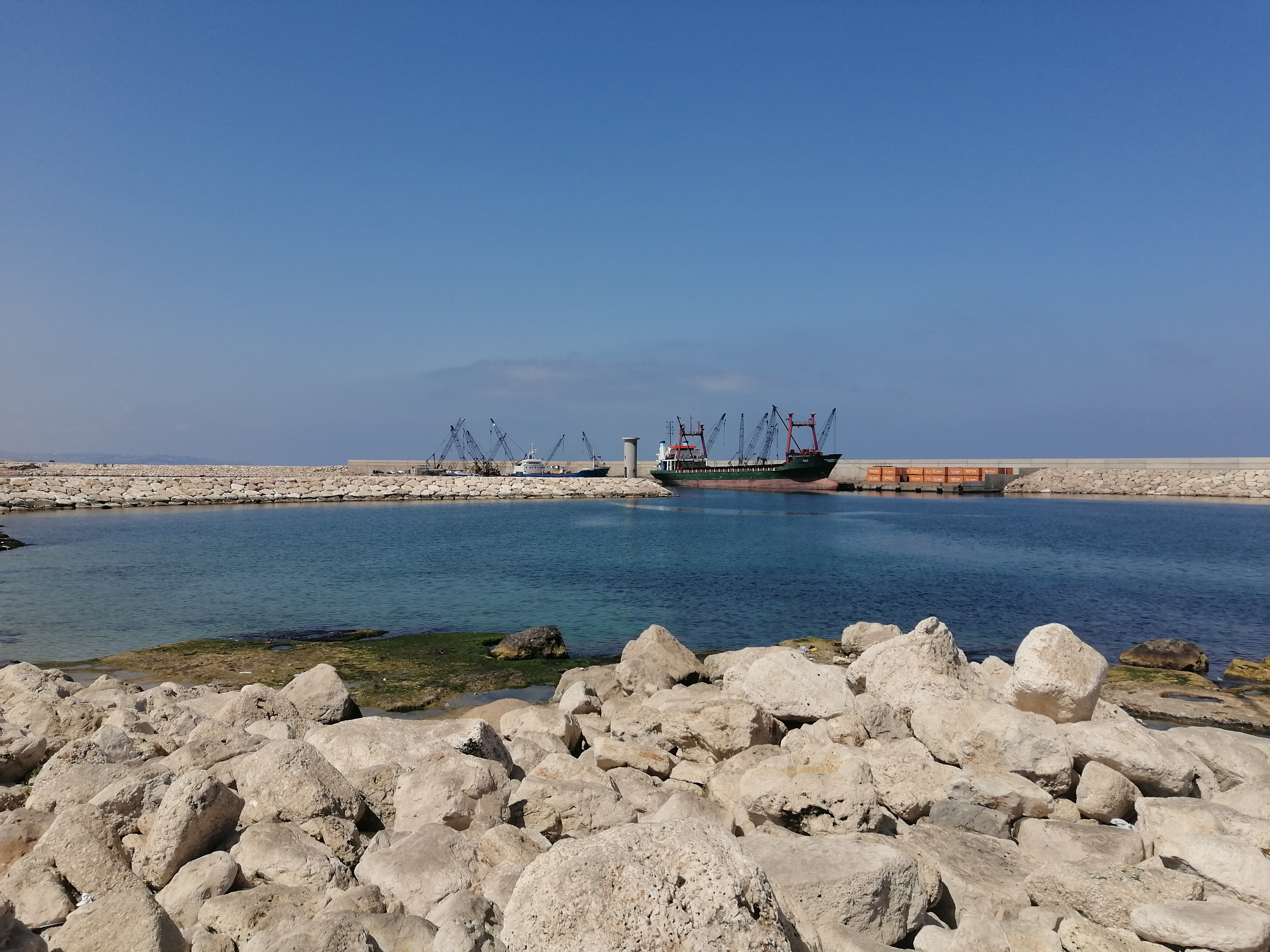
ميناء صيدا

عادة ما يكون للموانئ وظائف متخصصة: بعضها يميل بشكل أساسي إلى تقديم خدمات عبّارات الركاب وسفن الرحلات البحرية؛ البعض متخصص في حركة الحاويات أو البضائع العامة؛ وبعض الموانئ تلعب دورًا عسكريًا مهمًا للبحرية في بلادهم. لا تزال بعض دول العالم الثالث والجزر الصغيرة مثل Ascension و St Helena لديها مرافق موانئ محدودة، لذلك يجب أن ترسو السفن بينما يتم نقل حمولتها وركابها إلى الشاطئ عن طريق البارجة أو الإطلاق (على التوالي).
في العصر الحديث تستمر الموانئ أو تتدهور، اعتمادًا على الاتجاهات الاقتصادية الحالية. في المملكة المتحدة، كان كل من مينائي ليفربول وساوثهامبتون مهمين في يوم من الأيام في أعمال خطوط نقل الركاب عبر المحيط الأطلسي. بمجرد أن قضت حركة مرور الطائرات على تلك التجارة، نوّع كلا الموانئ إلى شحن الحاويات وسفن الرحلات البحرية. حتى الخمسينيات من القرن الماضي، كان ميناء لندن ميناءً دوليًا رئيسيًا على نهر التايمز، لكن التغييرات في الشحن واستخدام الحاويات والسفن الكبيرة أدت إلى تدهوره. Thamesport ميناء حاويات صغير شبه آلي (مع وصلات إلى ميناء فيليكسستو، أكبر ميناء للحاويات في المملكة المتحدة) ازدهر لعدة سنوات، لكنه تضرر بشدة من المنافسة من ميناء London Gateway الناشئ ومركز الخدمات اللوجستية.
في أوروبا القارية من الطبيعي أن تكون الموانئ مملوكة ملكية عامة، بحيث تكون موانئ روتردام وأمستردام مملوكة جزئيًا للدولة وجزئيًا للمدن نفسها. على النقيض من ذلك، فإن جميع الموانئ في المملكة المتحدة مملوكة للقطاع الخاص، مثل Peel Ports التي تمتلك ميناء ليفربول ومطار جون لينون وقناة مانشستر شيب.
على الرغم من أن السفن الحديثة تميل إلى أن يكون لها دفاعات قوسية ودوافع مؤخرة، العديد من سلطات الموانئ لا تزال تطلب من السفن استخدام الطيارين وزوارق القطر لمناورة السفن الكبيرة في أماكن ضيقة. على سبيل المثال، السفن التي تقترب من ميناء أنتويرب البلجيكي، وهو ميناء داخلي على نهر شيلدت، ملزمة باستخدام طيارين هولنديين عند الإبحار في ذلك الجزء من المصب الذي ينتمي لهولندا.
الموانئ ذات الحركة الدولية لديها مرافق جمركية.